# Хорхе Льяно
Хорхе Іван Льяно (ісп. Jorge Iván Llano; нар. 2 червня 1994, Буенос-Айрес) — аргентинський борець вільного стилю, бронзовий призер Панамериканських чемпіонатів, чотириразовий бронзовий призер чемпіонатів Південної Америки, срібний та бронзовий призер Південноамериканських ігор.

## Життєпис
Боротьбою почав займатися з 2008 року. У 2012 році став бронзовим призером Панамериканського чемпіонату серед юніорів. Наступного року повторив цей результат. У 2014 році став віце-чемпіоном Панамериканського чемпіонату серед юніорів.
Виступає за борцівський клуб «Бока Хуніорс» Буенос-Айрес. Тренери — Раміро Маджіоло (з 2008), Хав'єр Бросхіні (з 2010).

## Спортивні результати на міжнародних змаганнях

### Виступи на Панамериканських чемпіонатах
| Змагання                                   | Збірна    | Вагова категорія          | Місце  |
| ------------------------------------------ | --------- | ------------------------- | ------ |
| Панамериканський чемпіонат з боротьби 2013 | Аргентина | вільна боротьба, до 74 кг | 12     |
| Панамериканський чемпіонат з боротьби 2018 | Аргентина | вільна боротьба, до 74 кг | Бронза |
| Панамериканський чемпіонат з боротьби 2019 | Аргентина | вільна боротьба, до 74 кг | 8      |
| Панамериканський чемпіонат з боротьби 2020 | Аргентина | вільна боротьба, до 74 кг | 5      |
| Панамериканський чемпіонат з боротьби 2021 | Аргентина | вільна боротьба, до 79 кг | 4      |
| Панамериканський чемпіонат з боротьби 2022 | Аргентина | вільна боротьба, до 86 кг | 5      |

### Виступи на Панамериканських іграх
| Змагання                  | Збірна    | Вагова категорія          | Місце |
| ------------------------- | --------- | ------------------------- | ----- |
| Панамериканські ігри 2019 | Аргентина | вільна боротьба, до 74 кг | 5     |

### Виступи на Чемпіонатах Південної Америки
| Змагання                                    | Збірна    | Вагова категорія          | Місце  |
| ------------------------------------------- | --------- | ------------------------- | ------ |
| Чемпіонат Південної Америки з боротьби 2014 | Аргентина | вільна боротьба, до 74 кг | Бронза |
| Чемпіонат Південної Америки з боротьби 2015 | Аргентина | вільна боротьба, до 74 кг | Бронза |
| Чемпіонат Південної Америки з боротьби 2016 | Аргентина | вільна боротьба, до 74 кг | Бронза |
| Чемпіонат Південної Америки з боротьби 2017 | Аргентина | вільна боротьба, до 74 кг | Бронза |

### Виступи на Південноамериканських іграх
| Змагання                       | Збірна    | Вагова категорія          | Місце  |
| ------------------------------ | --------- | ------------------------- | ------ |
| Південноамериканські ігри 2014 | Аргентина | вільна боротьба, до 74 кг | 8      |
| Південноамериканські ігри 2018 | Аргентина | вільна боротьба, до 74 кг | Срібло |
| Південноамериканські ігри 2022 | Аргентина | вільна боротьба, до 86 кг | Бронза |

### Виступи на інших змаганнях
| Змагання                                                     | Збірна    | Вагова категорія          | Місце  |
| ------------------------------------------------------------ | --------- | ------------------------- | ------ |
| Cerro Pelado International 2012                              | Аргентина | вільна боротьба, до 74 кг | 5      |
| Кубок Бразилії з боротьби 2015                               | Аргентина | вільна боротьба, до 74 кг | 6      |
| Гран-прі Парижа з боротьби 2017                              | Аргентина | вільна боротьба, до 74 кг | 11     |
| Кубок Бразилії з боротьби 2017                               | Аргентина | вільна боротьба, до 86 кг | 5      |
| Меморіал Іона Корнеану і Ладислава Сімона 2018               | Аргентина | вільна боротьба, до 79 кг | 4      |
| Henri Deglane Challenge 2019                                 | Аргентина | вільна боротьба, до 74 кг | 12     |
| Турнір Дана Колова — Николи Петрова 2019                     | Аргентина | вільна боротьба, до 74 кг | 20     |
| Гран-прі Іспанії з боротьби 2019                             | Аргентина | вільна боротьба, до 74 кг | 12     |
| Олімпійський кваліфікаційний турнір з боротьби 2020 (Оттава) | Аргентина | вільна боротьба, до 74 кг | Бронза |
| Олімпійський кваліфікаційний турнір з боротьби 2020 (Софія)  | Аргентина | вільна боротьба, до 74 кг | 13     |
| Гран-прі Франції Анрі Деглана 2021                           | Аргентина | вільна боротьба, до 79 кг | 10     |
| Турнір Дана Колова — Николи Петрова 2021                     | Аргентина | вільна боротьба, до 74 кг | 12     |
| Гран-прі Франції Анрі Деглана 2023                           | Аргентина | вільна боротьба, до 86 кг | 7      |

### Виступи на змаганнях молодших вікових груп
| Змагання                                                 | Збірна    | Вагова категорія                 | Місце  |
| -------------------------------------------------------- | --------- | -------------------------------- | ------ |
| Панамериканський чемпіонат з боротьби серед юніорів 2011 | Аргентина | вільна боротьба, до 74 кг        | 6      |
| Панамериканський чемпіонат з боротьби серед юніорів 2012 | Аргентина | вільна боротьба, до 74 кг        | Бронза |
| Панамериканський чемпіонат з боротьби серед юніорів 2012 | Аргентина | греко-римська боротьба, до 74 кг | 11     |
| Панамериканський чемпіонат з боротьби серед юніорів 2013 | Аргентина | вільна боротьба, до 74 кг        | Бронза |
| Чемпіонат світу з боротьби серед юніорів 2013            | Аргентина | вільна боротьба, до 74 кг        | 28     |
| Панамериканський чемпіонат з боротьби серед юніорів 2014 | Аргентина | вільна боротьба, до 74 кг        | Срібло |
| Чемпіонат світу з боротьби серед юніорів 2014            | Аргентина | вільна боротьба, до 74 кг        | 12     |